# Always Strive and Prosper
Albums de A$AP Ferg
Ferg Forever
(2014)
Singles
1. New Level
Sortie : 18 décembre 2015
2. Let It Bang
Sortie : 25 mars 2016
3. World Is Mine
Sortie : 1er avril 2016
4. Hungry Ham
Sortie : 7 avril 2016
5. Strive
Sortie : 14 avril 2016

Always Strive and Prosper est le second album studio d'A$AP Ferg, sorti le 22 avril 2016 chez ASAP Worldwide, Polo Grounds Music et RCA Records,.

## Historique
Le 18 décembre 2015, sort le 1er single de l'album intitulé New Level featuring avec Future. Le clip  est diffusé le 19 janvier 2016.
Le 25 mars 2016, est dévoilé le second extrait de l'album intitulé Let It Bang en featuring avec ScHoolboy Q. On peut également entendre une partie du morceau Psycho dans celui-ci.

## Réception
L'album s'est classé 2e au Top R&B/Hip-Hop Albums et au Top Rap Albums, 8e au Billboard 200 et au Top Digital Albums.

## Liste des titres
| 1.    | Rebirth (Produit par DJ Khalil et Clams Casino)                                          |                                                                | 2:15 |
| 2.    | Hungry Ham (featuring Skrillex & Crystal Caines – Produit par Skrillex)                  | Think (About It) de Lyn Collins                                | 3:35 |
| 3.    | Strive (featuring Missy Elliott – Produit par DJ Mustard et Stelios Phili)               | I Want to Thank You d'Alicia Myers                             | 2:50 |
| 4.    | Meet My Crazy Uncle (Skit)                                                               |                                                                | 0:22 |
| 5.    | Psycho (Produit par DJ Khalil et Clams Casino)                                           |                                                                | 2:58 |
| 6.    | Let It Bang (featuring ScHoolboy Q – Produit par Lex Luger)                              | Move That Dope de Future featuring Pusha T, Pharrell et Casino | 2:31 |
| 7.    | New Level (featuring Future – Produit par Honorable C.N.O.T.E)                           |                                                                | 4:24 |
| 8.    | Yammy Gang (featuring A$AP Mob & Tatianna Paulino – Produit par Lido et Cashmere Cat)    |                                                                | 2:33 |
| 9.    | Swipe Life (featuring Rick Ross – Produit par VERYRVRE)                                  |                                                                | 3:13 |
| 10.   | Uzi Gang (featuring Lil Uzi Vert & Marty Baller – Produit par TM88)                      |                                                                | 3:32 |
| 11.   | Beautiful People (featuring Chuck D & Mama Ferg – Produit par DJ Khalil et Clams Casino) |                                                                | 3:15 |
| 12.   | Damn Not Again (Skit)                                                                    |                                                                | 0:21 |
| 13.   | Let You Go (Produit par StarGate)                                                        |                                                                | 3:16 |
| 14.   | World Is Mine (featuring Big Sean – Produit par No I.D.)                                 |                                                                | 3:45 |
| 15.   | Phone Call With Breezy (Skit)                                                            |                                                                | 0:41 |
| 16.   | I Love You (featuring Chris Brown & Ty Dolla $ign – Produit par Jordan Lewis et Hagler)  |                                                                | 3:47 |
| 17.   | Grandma (Skit)                                                                           |                                                                | 0:20 |
| 18.   | Grandma (Produit par DJ Khalil)                                                          |                                                                | 3:50 |
| 47:28 |                                                                                          |                                                                |      |

| Titres bonus Deluxe Edition | Titres bonus Deluxe Edition                                                                | Titres bonus Deluxe Edition | Titres bonus Deluxe Edition | Titres bonus Deluxe Edition | Titres bonus Deluxe Edition | Titres bonus Deluxe Edition | Titres bonus Deluxe Edition | Titres bonus Deluxe Edition | Titres bonus Deluxe Edition |
| No                          | Titre                                                                                      | Durée                       |                             |                             |                             |                             |                             |                             |                             |
| --------------------------- | ------------------------------------------------------------------------------------------ | --------------------------- | --------------------------- | --------------------------- | --------------------------- | --------------------------- | --------------------------- | --------------------------- | --------------------------- |
| 19.                         | Don't Mind (featuring French Montana & Fabolous – Produit par The Mekanics et Burd & Keyz) | 2:59                        |                             |                             |                             |                             |                             |                             |                             |
| 20.                         | Back Hurt (featuring Migos – Produit par Danny Wolf et Soldado)                            | 3:36                        |                             |                             |                             |                             |                             |                             |                             |
| 54:03                       |                                                                                            |                             |                             |                             |                             |                             |                             |                             |                             |